# Cestrum microcalyx
Cestrum microcalyx es una especie de arbusto de la familia de las solanáceas.

## Descripción
Son arbustos o árboles, que alcanzan un tamaño de 2–10 m de alto, con ramas menudamente puberulentas o glabras. Hojas elípticas a oblongas, 9.5–17 cm de largo, a menudo angostas, ápice acuminado o agudo, base atenuada (aguda), glabras cuando maduras; pecíolos 1–1.5 cm de largo, puberulentos a glabrescentes. Inflorescencias en racimos cortos y axilares, raquis menudamente puberulento o glabro, pedicelos obsoletos hasta 1 mm de largo, flores nocturnas; cáliz urceolado, 1.5–2.2 mm de largo, glabro excepto por los ápices de los lobos con mechones pilosos, lobos deltoides, 0.3–0.5 mm de largo; corola blanca, tubo angostamente obcónico, 15–15.5 mm de largo, ligeramente contraído justo por encima de las anteras, glabro por fuera, pubescente en los 2/3 basales por dentro, lobos 2.5–4 mm de largo, ciliolados; filamentos libres por 1–1.5 mm de su longitud, sin dientes, glabros. Baya globosa, de 9 mm de largo, purpúrea; semillas 5 mm de largo.

## Distribución y hábitat
Especie ocasional, se encuentra en los bosques húmedos de la zona atlántica; a una altitud de 10–800 metros; fl jul, fr may; desde Nicaragua a Perú.

## Taxonomía
Cestrum microcalyx fue descrita por Pierre Francey y publicado en Condollea 6: 301–302. 1935.
Etimología
Cestrum: nombre genérico que deriva del griego kestron = "punto, picadura, buril", nombre utilizado por Dioscórides para algún miembro de la familia de la menta.
microcalyx: epíteto del idioma griego que significa "con cáliz pequeño".
Sinonimia
- Cestrum silvaticum Francey
- Cestrum standleyi Francey
- Cestrum tenuissimum Francey[5]